# Zamárdi
Zamárdi è una città di 2.298 abitanti situata nella contea di Somogy, nell'Ungheria centro-occidentale, sulla riva del Lago Balaton.

## Storia
Il comune è menzionato per la prima volta in un documento ufficiale nel 1082 sebbene reperti archeologici trovati nel territorio circostante attestano la presenza umana fin dall'età del ferro.
Nel medioevo il villaggio si chiamava probabilmente Egyházaszamárd e venne distrutto all'arrivo dei turchi. Fu ripopolato il secolo successivo e nel 1774 fu costruita la chiesa

## Economia
L'agricoltura ha avuto nel tempo un ruolo primario nello sviluppo del comune, vigneti e pesca su tutto. Dagli anni sessanta ha assunto un peso sempre maggiore l'industria del turismo

## Infrastrutture e trasporti
Zamárdi è raggiungibile grazie all'uscita omonima sull'autostrada M7. Nel 1931 è stata costruita la stazione ferroviaria sulla linea Budapest-Nagykanizsa